# Minoan Lines

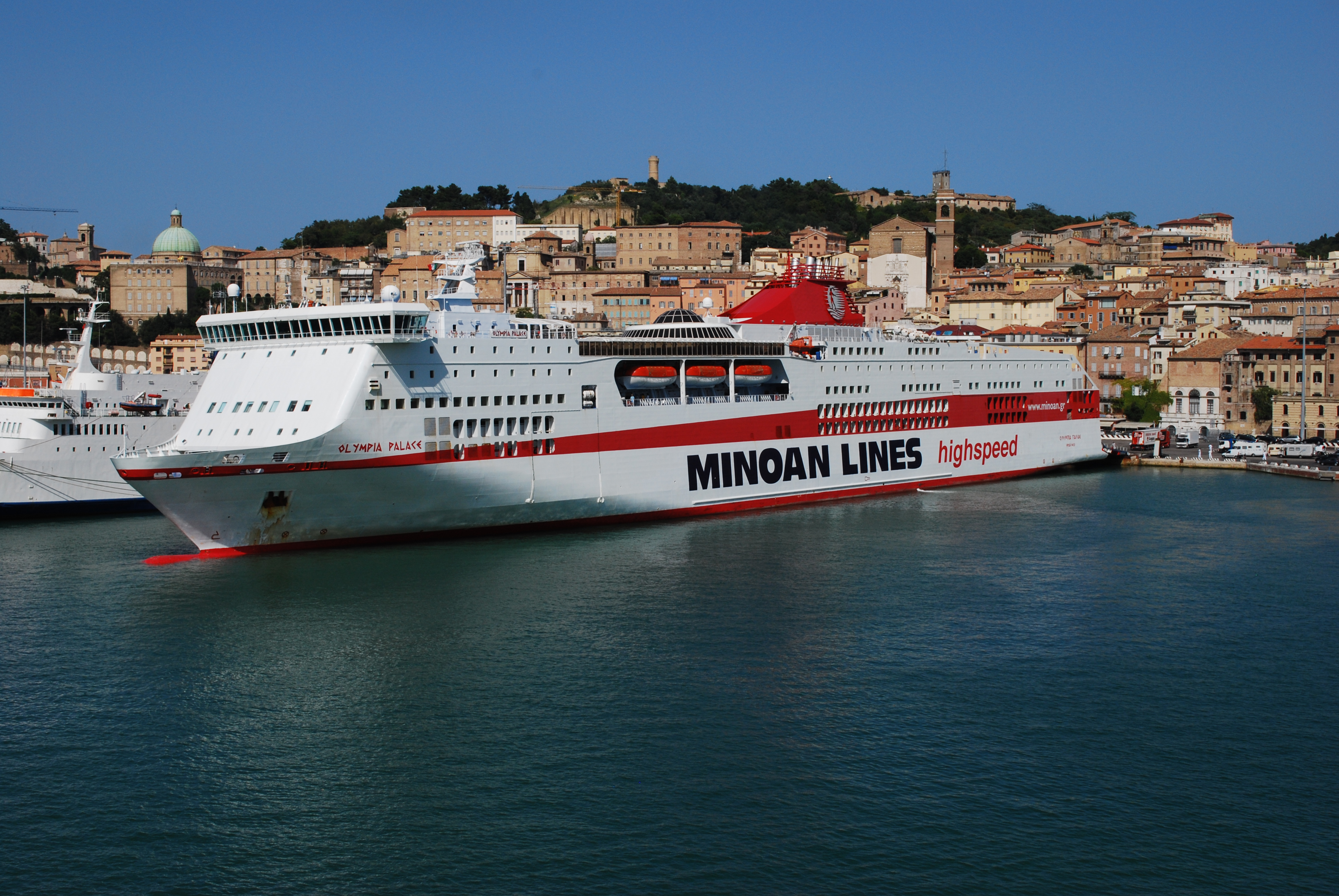
De Olympia Palace in de haven van Ancona.

Minoan Lines (Grieks: Μινωικές Γραμμές Ανώνυμη Ναυτιλιακή Εταιρεία Κρήτης Α.Ε.) is een Griekse reder die is genoteerd aan de Effectenbeurs van Athene In het logo van de maatschappij is de Minoïsche fresco "Prins van de lelies" opgenomen.

## Geschiedenis
Het bedrijf is in mei 1972 opgericht en verzorgt veerdiensten voor passagiers en auto's op de Italie-Griekenland route en naar de Kreta. 
Op 5 Juli 1974 was de eerste afvaart van de Minoan Lines. De eerste reis was met de Soya-Margareta, een omgebouwde olietanker uit 1952, die van Heraklion naar Piraeus voerde. In 1975 kwam de Ariadne, een in 1967 voor de reder Tor Lines gebouwde veerboot, in de vaart zodat er dagelijkse afvaarten naar Kreta mogelijk werden.

In 1981 werd de internationale lijn Pireas - Ancona in gebruik genomen en in 1990 de lijn Griekenland - Italië - Turkije. In 1995 werd de eerste hogesnelheidsveerboot de Aretousa in gebruik genomen. Sinds 2008 bezit het Italiaanse bedrijf Grimaldi's Compagnia di Navigazione SpA 85% van de aandelen Minoan Lines.

## De huidige vloot
| Schip          | Bouwjaar | Werf                                  | Lengte (m) | Breedte (m) | Diepgang(m) | Snelheid (kn) | Passagiers | Alleen personenauto's | Personeaouto's,vrachtwagens |
| Ikarus Palace  | 1997     | Fosen Mekaniske Verksteder, Noorwegen | 200,35     | 25,80       | 6,80        | 28            | 1.500      | 850                   | 120/90                      |
| Europa Palace  | 2002     | Fincantieri, Italië                   | 214        | 26,4        | 7,10        | 31,6          | 2.182      | 600                   | 150/100                     |
| Knossos Palace | 2000     | Fincantieri, Italië                   | 214        | 26,4        | 7,10        | 31,6          | 2.182      | 600                   | 150/100                     |
| Olympia Palace | 2001     | Fincantieri, Italië                   | 214        | 26,4        | 7,10        | 31,6          | 2.182      | 600                   | 150/100                     |
| Festos Palace  | 2001     | Fincantieri, Italië                   | 214        | 26,4        | 7,10        | 31,6          | 2.190      | 600                   | 150/100                     |
| Cruise Europa  | 2009     | Fincantieri, Italië                   | 225        | 30,4        | 7,00        | 27,5          | 2.143      | 478                   | 150/100                     |
| Cruise Olympia | 2010     | Fincantieri, Italië                   | 225        | 30,4        | 7,00        | 27,5          | 2.143      | 478                   | 150/100                     |

Bron: